# 马克·冈格洛夫
马克·冈格洛夫（英語：Mark Gangloff，1982年6月8日—）出生于纽约州布法罗市，美国男子游泳运动员。
他是雅典奥运会和北京奥运会美国男子4×100混合泳接力冠军队的预赛选手，并且他还分别获得了这两次奥运会男子100米蛙泳的第四和第八。
2009年7月7日，冈格洛夫在美国全国游泳锦标赛中创造了59.01的美国男子100米蛙泳纪录。
冈格洛夫毕业于俄亥俄州阿克伦城火石高中和奥本大学，并获得了犯罪学学士学位。他还曾在2006年的电影《守护神》中出演角色。